# Akaflieg München Mü-8

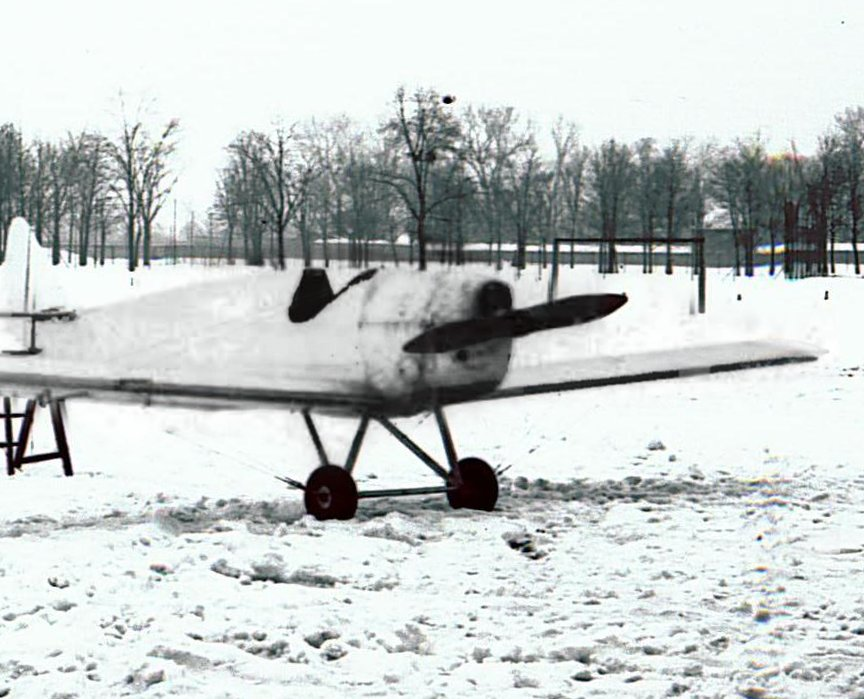
Akaflieg Mü-8

Le Mü-8 est un monoplace de sport ultraléger allemand de l'entre-deux-guerres. C'est le premier appareil motorisé réalisé par l’Akaflieg München.
Monoplan à poste ouvert, aile basse haubanée et train classique fixe, il a volé initialement avec un moteur DKW de 20 ch. Remotorisé avec un 16 ch, sa vitesse était alors limitée à 105 km/h.
Un projet Mü-14 à moteur BMW de 20 ch ne sera pas réalisé.

## Caractéristiques connues
- Envergure : 8,6 m
- Masse à vide : 180 kg
- Masse en charge : 280 kg
- Moteur : 1 DKW, 20 ch
- Vitesse maximale : 130 km/h
- Taux de montée initial : 5 m/s